# Pistius gangulyi
Pistius gangulyi là một loài nhện trong họ Thomisidae.
Loài này thuộc chi Pistius. Pistius gangulyi được miêu tả năm 1965 bởi Basu.